# Отего (містечко, Нью-Йорк)
Отего (англ. Otego) — місто (англ. town) в США, в окрузі Отсего штату Нью-Йорк. Населення — 2756 осіб (2020).

## Демографія
Згідно з переписом 2010 року, у місті мешкало 3115 осіб у 1285 домогосподарствах у складі 867 родин. Було 1479 помешкань
Расовий склад населення:
| - 96,0 % — білих - 0,7 % — чорних або афроамериканців - 0,6 % — азіатів |

До двох чи більше рас належало 2,2 %. Частка іспаномовних становила 2,6 % від усіх жителів.
За віковим діапазоном населення розподілялося таким чином: 22,7 % — особи молодші 18 років, 61,7 % — особи у віці 18—64 років, 15,6 % — особи у віці 65 років та старші. Медіана віку мешканця становила 42,9 року. На 100 осіб жіночої статі у місті припадало 94,1 чоловіків;  на 100 жінок у віці від 18 років та старших — 92,4 чоловіків також старших 18 років.
Середній дохід на одне домашнє господарство  становив 62 140 доларів США (медіана — 50 000), а середній дохід на одну сім'ю — 69 649 доларів (медіана — 59 028). Медіана доходів становила 50 806 доларів для чоловіків та 28 510 доларів для жінок. За межею бідності перебувало 9,6 % осіб, у тому числі 11,8 % дітей у віці до 18 років та 9,2 % осіб у віці 65 років та старших.
Цивільне працевлаштоване населення становило 1493 особи. Основні галузі зайнятості: освіта, охорона здоров'я та соціальна допомога — 26,6 %, виробництво — 18,3 %, роздрібна торгівля — 11,5 %, мистецтво, розваги та відпочинок — 9,8 %.